# San Lucas II
Die San Lucas II ist eine Passagier- und Autofähre, die in Costa Rica zwischen Puntarenas und Playa Naranjo eingesetzt wird.

## Geschichte
Die Fähre wurde 1962 unter der Baunummer 514 auf der Meyer Werft in Papenburg für die Reederei Norden-Frisia für den Einsatz zwischen Norderney und Norddeich gebaut und als Frisia VIII in Dienst gestellt. Zwischen 1969 und 1986 wurde sie insgesamt dreimal von ursprünglich 38 Meter auf 63 Meter verlängert.
Die Frisia VIII wurde 2003 nach Costa Rica an die Reederei Coontranamar verkauft. Die rund 5600 Seemeilen lange Überführungsfahrt von der Nordsee über Atlantik (via Gran Canaria)  legte das Schiff aus eigener Kraft inklusive einer zweitägigen Wartezeit am Panamakanal in 28 Tagen zurück. Dafür wurde das Schiff, welches mit geringem Tiefgang für flache Seegebiete ohne hohe Wellen gebaut worden war, in Hamburg umgebaut. Dabei wurden zusätzliche Treibstofftanks auf der Ladefläche befestigt und die Bullaugen über der Wasserlinie zugeschweißt.